# Sonstorp
Sonstorp – miejscowość (tätort) w Szwecji, w regionie administracyjnym (län) Östergötland, w gminie Finspång.
Według danych Szwedzkiego Urzędu Statystycznego liczba ludności wyniosła: 436 (31 grudnia 2015), 440 (31 grudnia 2018) i 451 (31 grudnia 2019).